# Beoman-dong
Beoman-dong (koreanska: 범안동) är en stadsdel i staden Bucheon i provinsen Gyeonggi i den nordvästra delen av Sydkorea, 15 km väster om huvudstaden Seoul.